# Thinoxenus
Thinoxenus är ett släkte av skalbaggar. Thinoxenus ingår i familjen vivlar.
Kladogram enligt Catalogue of Life:
| Thinoxenus | \| \| Thinoxenus squalens \| \| \| \| |
|            | \| \| Thinoxenus squalens \| \| \| \| |
|            | Thinoxenus squalens                   |
|            |                                       |